# Susan Shabangu
Susan Shabangu (28 tháng 2 năm 1956) là một chính trị gia Nam Phi, là thành viên của quốc hội đại diện cho Quốc hội Châu Phi kể từ tháng 5 năm 1994. Trước đây bà giữ vị trí Bộ trưởng Bộ Phát triển Xã hội. Trước đây, bà là Bộ trưởng Phụ nữ nhậm chức trong Tổng thống, do Tổng thống Jacob Zuma thành lập vào tháng 5 năm 2014. Bà là Bộ trưởng Bộ Khai thác từ năm 2009 đến 2014.

## Giáo dục
Susan Shabangu học xong trung học tại trường trung học Madibane, Soweto vào năm 1977.

## Nghề nghiệp
Trước khi được bầu vào chính phủ, Susan Shabangu đã hoạt động trong phong trào lao động. Từ 1980 đến 1985, bà là Trợ lý Bộ trưởng Liên đoàn Phụ nữ Nam Phi (FedSAW)  . Cô cũng là thành viên của Liên đoàn Phụ nữ Transvaal (FedTRAW). Năm 1981, bà là thành viên của Ủy ban Chiến dịch chống Cộng hòa. Năm 1982, cô làm việc với Ủy ban Chiến dịch Phát hành Mandela. Trong thời gian 1984-85, cô đã tổ chức Dự án Công nhân Đen Hợp nhất. Cô phục vụ trong Hội đồng Công nghiệp và là Điều phối viên Phụ nữ Quốc gia của Liên minh Công nhân Vận tải và Tổng hợp (T & GWU). Cô phục vụ trong Tiểu ban Phụ nữ Quốc gia của Đại hội Công đoàn Nam Phi (COSATU).
Susan Shabangu là thành viên của Đại hội Dân tộc Phi (ANC) và Ban chỉ đạo ANC.
Susan Shabangu được bầu làm thành viên quốc hội với ANC vào tháng 5 năm 1994.